# إسماعيل (رواية)
إسماعيل هي رواية فلسفية من قبل دانيال كوين عام 1992 . تفحص التفكير الأسطوري في قلب الحضارة الحديثة، وأثرها على الأخلاق، وكيف يرتبط هذا بالاستدامة والانهيار المجتمعي على نطاق عالمي. الرواية تستخدم أسلوب الحوار السقراطي لتفكيك فكرة أن البشر هم ذروة التطور الحيوي. كان يفترض أن المركزية البشرية والعديد من الأفكار الحديثة الأخرى المقبولة على نطاق واسع هي في الواقع الأساطير الثقافية والحضارة العالمية بسن هذه الأساطير مع عواقب كارثية. منحت الرواية 500,000 $ تيرنر جائزة زمالة غدا في عام 1991، قبل عام من نشره رسميا.
إسماعيل تضم في نهاية المطاف فضفاض ثلاثية، بما في ذلك 1996 تتمة روحية، قصة ب، 1997 و sidequel ، بلدي إسماعيل. تفاصيل كوين أيضا كيف وصل إلى أفكار وراء إسماعيل في سيرته الذاتية، بروفيدنس: قصة الخمسون السنة الرؤية كويست. بعد متابعة كتاب آخر ذي صلة إلى إسماعيل هو 1999 أطروحة كوين قصيرة، وبعدها الحضارة.

## ملخص المؤامرة
إسماعيل يبدأ مع إعلان صحيفة: «المعلم يسعى التلميذ يجب أن يكون هناك رغبة جادة لإنقاذ العالم تطبق في شخص...» الراوي مجهول وبطل الرواية يبدأ قصته قائلا كيف كان رد فعله الأول على هذا الإعلان بازدراء بسبب عبثية «الرغبة في إنقاذ العالم»، وهو فكرة أنه يشعر أنه بمجرد أن اعتنقت بحماقة نفسه على مراهق أثناء الحركة المضادة لل في 1960s . إلا أنه يستجيب للإعلان على أي حال، وعند وصوله على العنوان، يجد نفسه في غرفة مع الغوريلا. انه يلاحظ متعدد المعاني علامة الذي يقرأ «مع رجل ذهب، سيكون هناك أمل لغوريلا؟»
لمفاجأة الراوي، وقال انه يرى أن الغوريلا، يطلق على نفسه اسم إسماعيل، ويمكن التواصل تخاطري. في حيرة أولا قبل هذا، الرجل يتعلم قصة كيف جاء الغوريلا لوجودي هنا، وسرعان ما يقبل إسماعيل كما أستاذه، والعودة بانتظام إلى مكتب إسماعيل طوال هذه المؤامرة. وتستمر الرواية من هذه النقطة أساسا ل حوار سقراطي بين إسماعيل وتلميذه الجديد لأنها بعثرة ما يشير إسماعيل إلى أنه «كيف جاءت أن تكون الأمور بهذه الطريقة» للبشرية.
حياة إسماعيل، والذي بدأ في البرية الأفريقية، وأنفق معظمها في حديقة الحيوان، وحديقة حيوان، وبما أنفق في شرفة رجل الذي انتشل منه من الأسر المادي. يقول تلميذه أنه كان في حديقة حيوان انه علم الإنسان واللغة والثقافة، وبدأت في التفكير في الأشياء التي لم يسبق له ان كان قد فكرت في البرية. بعد ذلك وإسماعيل يقول تلميذه أن الموضوع لهذه التجربة التعليمية ستكون الأسر، في المقام الأول سبي الرجل في ظل نظام الحضاري مشوهة. يدعي الراوي لإسماعيل أن لديه فكرة غامضة من الذين يعيشون في نوع من الاسر الثقافي والتي كذبت في بعض الطريق لكنه لا يستطيع تفسير مشاعره.
قبل الشروع إسماعيل يضع بعض التعاريف الأرض لتلميذه. انه يعرف:
محتجزي لأن الناس غالبا ما يشار إليها باسم «المتحضر». خاصة، وثقافة ولد في الثورة الزراعية التي بدأت منذ حوالي 10,000 سنة في الشرق الأدنى. هذه هي ثقافة التلميذ إسماعيل، ويفترض، القارئ.
تاركي والناس من جميع الثقافات الأخرى؛ غالبا ما يشار إليها بازدراء الآخذون بأنها «بدائية».
و القصة باعتبارها الترابط بين الآلهة، والرجل، والأرض، مع بداية ووسط ونهاية.
ل سن هو أن نسعى جاهدين لجعل قصة حقيقة.
و الثقافة هي الناس الذين هم في سن قصة.
إسماعيل العائدات لندف من تلميذه مقر قصة (أي أسطورة) التي سنت من قبل المتقدمين: أنهم ذروة التطور، التي جعلت العالم للرجل، وهذا الرجل هو هنا لقهر وحكم العالم. ويهدف هذا الحكم إلى إحداث الجنة، ورجل يزيد إتقانه في العالم، ومع ذلك، فهو دائما بالفشل لانه معيبة. رجل لا يعرف كيف يعيش وسوف أبدا لأن ذلك هو المعرفة لا يمكن الحصول عليه. لذلك، ولكن من الصعب انه يجاهد لإنقاذ العالم، هو مجرد الذهاب إلى الذهاب على تدنيس وإفساد ذلك.
ويشير إسماعيل إلى تلميذه أنه عندما قررت الآخذون هناك شيء خاطئ في الأساس مع البشر، وأخذوا كدليل فقط التأريخ «ثقافة خاصة بهم لانهم كانوا يبحثون في نصف واحد في المئة من الأدلة مأخوذة من culture-- أحد لا عينة المعقولة التي تستند إلى مثل هذا الاستنتاج الكاسح».
إسماعيل يقول:
لا يوجد شيء خاطئ في الأساس مع الناس. نظرا قصة لسن أن يضعهم في الوفاق مع العالم، وسوف نعيش في الاتفاق مع العالم. ولكن نظرا قصة لسن أن يضعهم على خلاف مع العالم، كما يفعل لك، وسوف نعيش في خلاف مع العالم. نظرا قصة سن حيث أنهم أسياد العالم، وأنها سوف تتصرف كما اسياد العالم. ونظرا قصة لسن في العالم الذي هو عدو أن غزا، وسوف قهر وكأنه عدو، ويوم واحد، حتما، سوف عدوهم تكمن ينزف حتى الموت على أقدامهم، لأن العالم الآن.
إسماعيل يذهب إلى مساعدة تلميذه يكتشف أنه، على عكس ما اعتقد ان الآخذون، هناك قوانين ثابتة أن الحياة تخضع لوأنه من الممكن أن يتبين لهم من خلال دراسة المجتمع البيولوجي. معا، وإسماعيل وتلميذه تحديد مجموعة واحدة من استراتيجيات البقاء التي يبدو أنها مستقرة تطويريا لجميع الأنواع (يطلق عليها فيما بعد «قانون المنافسة المحدودة»): باختصار، «قد تنافس إلى أقصى حد من قدرات، ولكنك قد لا مطاردة المنافسين أو تدمير طعامهم أو حرمانهم من الحصول على الغذاء. وبعبارة أخرى، قد تنافس لكن لا يجوز لك شن الحرب». جميع الأنواع يتبع حتما هذا القانون، أو نتيجة الذهاب انقرضت. والآخذون يعتقدون أنهم معفون من هذا القانون وتنتهك أنه في كل نقطة.

### سقوط رجل
وهو ما يفسر كيف أن الآخذون المقدمة أنفسهم فوق القوانين التي تنظم الحياة، وذلك باستخدام قصة سقوط رجل كمثال. نسخة إسماعيل لماذا كان ممنوعا ثمرة ل آدم وحواء في جنة عدن هو: الأكل من ثمر الشجرة المحرمة يوفر الآلهة بعلم الذي يحيا والذي يموت المعرفة التي تحتاج إلى حكم العالم. الفاكهة يغذي فقط آلهة، وإن كان. إذا كان آدم ("رجل") للأكل من هذه الشجرة، وقال انه قد اعتقد أنه اكتسب الحكمة للآلهة "(بدون هذا يحدث في الواقع)، وبالتالي تدمير العالم ونفسه من خلال غطرسته. "وهكذا قالوا له، قد يأكل من كل شجرة في الحديقة، وإنقاذ الشجرة المحرمة، لفي اليوم الذي أكل من تلك الشجرة، سوف يموت بالتأكيد."
إسماعيل يجعل درجة أن هذه قصة سقوط الإنسان، التي اعتمدت الآخذون باعتبارها ملكا لهم، وكان في الواقع وضعتها التاركون لشرح أصل الآخذون. لو كان من أصل الآخذ، فإن القصة تكون من الصعود تحرير بدلا من سقوط خاطئين.
إسماعيل وتلميذه على المضي قدما لمناقشة كيفية، للرعاة سامية قديمة نشأت بينهم قصة، قصة قابيل قتل هابيل يرمز ليفر التعرض للقتل خارج أراضيهم واتخذت بحيث يمكن وضع المزروعة. أدرك هؤلاء الرعاة القديمة التي محتجزي كانوا يتصرفون كما لو كانوا آلهة نفسها، مع كل حكمة ما هو الخير والشر وكيف لحكم العالم. ونتيجة لهذه الآلهة أبعدت الناس من الحديقة ونقلوا من حياة فضله في أيدي الآلهة إلى واحد من كونه الفلاحين اللعينة من التربة.
لبدء المميزين والتاركون "القصة، يقترح إسماعيل إلى تلميذه فرضية: محتجزي" الثورة الزراعية كانت ثورة ضد قصة التاركون ".
والتاركون أخذ ما يحتاجونه من العالم وترك الباقي وحده. الذين يعيشون في هذه الطريقة ("في أيدي الآلهة")، التاركون تزدهر في أوقات الوفرة وتتضاءل في أوقات الندرة. والآخذون بيد أن تمارس على شكل تصور فريد من الزراعة (التي يطلق عليها كوين " الزراعة الشمولية "في كتاب لاحق) إنتاج فوائض غذائية هائلة، مما يسمح لهم لإحباط الآلهة عندما تقرر ان الوقت قد حان محتجزي "للجوع. "عندما يكون لديك المزيد من الغذاء مما تحتاج، ثم آلهة ليس لها سلطة عليك." وبالتالي، يشير إسماعيل إلى أن الثورة الآخذون لم تكن مجرد التغير التكنولوجي، ولكن يخدم أيضا وظيفة الأسطورية.
لذلك لدينا زوج جديد من الأسماء بالنسبة لك: محتجزي هم "أولئك الذين يعرفون الخير والشر" والتاركون هم "أولئك الذين يعيشون في أيدي الآلهة.
إسماعيل غني عن الإشارة إلى أنه من خلال العيش في أيدي الآلهة، والرجل يخضع إلى الظروف التي تطور يحدث. أسترالوبيثكس التي أصبحت هومو من قبل الذين يعيشون في أيدي الآلهة الرجل أصبح الرجل من الذين يعيشون في أيدي الآلهة-- "بالعيش على طريقة الادغال في أفريقيا على الهواء مباشرة، من قبل الذين يعيشون على طريقة كريناكاروري البرازيل العيش ... ليس على طريقة شيكاغو العيش، وليس وسيلة لندن تعيش فيه. " "في أيدي الآلهة هو المكان تطور يحدث. " وفقا لقصة محتجزي "، وجاء الخلق إلى نهايته مع الرجل. "من أجل جعل قصتهم تتحقق، لديها الآخذون لوضع حد لخلق بحد ذاتها، وانهم يقومون بعمل جيد لعنة من ذلك!"
إسماعيل يجمع خلاصة له على الثقافة الإنسانية من خلال دراسة القصة التي يسنها الثقافات يفر، الذي يقدم نموذجا لكيفية العيش-قصة بديلة لالآخذون لتسن.
فرضية الآخذون "القصة" العالم ملك للرجل. ... وفرضية التاركون "القصة" رجل ينتمي إلى العالم ".
منذ ثلاثة ملايين سنة، ينتمي الإنسان إلى العالم ولأنه ينتمي إلى العالم، وقال انه نما وتطور وأصبح أكثر إشراقا وأكثر حاذق حتى يوم واحد، وكان مشرق جدا وحاذق بحيث كان علينا أن ندعو له الإنسان العاقل العاقل - وهو ما يعني أنه كان لنا.
والتاركون "القصة" الآلهة من صنع الإنسان في العالم، بنفس الطريقة التي جعلت سمك السلمون والعصافير في العالم. ويبدو أن هذا قد عملت بشكل جيد حتى الآن ولذا فإننا يمكن أن تتخذ من السهل وترك تسيير العالم للآلهة ".
إسماعيل يؤكد أن "ليس في أي معنى هي قصة الآخذون" الفصل الثاني "من القصة التي يجري سنها هنا خلال ثلاثة ملايين السنوات الأولى من حياة الإنسان، والتاركون" قصة لديها قناعاتها "الفصل الثاني". في تطور، ويلاحظ طالب إسماعيل، ويبدو أن هناك اتجاها نحو التعقيد، ونحو الوعي الذاتي والذكاء. ربما الآلهة تنوي العالم لتكون مليئة، المخلوقات علم النفس ذكية ومصير الإنسان بعد قصة التاركون "هو" أن يكون المستويين الأول دون أن يكون الأخير ". لمعرفة ومن ثم لتكون نموذج ودور المعلم لجميع أولئك قادر على أن يصبح ما أصبح.
إسماعيل ينتهي مع ملخص لما تلميذه يمكن أن تفعل إذا كان يرغب جديا لإنقاذ العالم:
يجب التراجع عن قصة سفر التكوين. أولا، يجب أن قابيل قتل هابيل توقف. هذا أمر ضروري إذا كنت البقاء على قيد الحياة. والتاركون هي الأنواع المهددة بالانقراض الأكثر أهمية في العالم - وليس لأنهم بشر ولكن لأنها وحدها يمكن أن تظهر المدمرات من العالم أن هناك أكثر من طريقة واحدة صحيحة للعيش. وبعد ذلك، بالطبع، يجب أن بصق ثمرة الشجرة المحرمة. يجب عليك تماما وإلى الأبد التخلي عن فكرة أن تعرف من يجب أن يعيش والذي ينبغي أن يموت على هذا الكوكب.
تعليم مئة ما كنت علمتك، ويلهم كل واحد منهم لتعليم مائة.
يفقد الطالب تتبع مكان وجود إسماعيل، وفي بحثه عن الغوريلا يكتشف في النهاية أنه كان سقوطه سرا مريضا وتوفي منذ الالتهاب الرئوي. يجمع الطالب ممتلكاتهم إسماعيل ومنهم يجد الإشارة أنه رأى قبل («مع رجل ذهب، سيكون هناك أمل لغوريلا؟») لديه المؤخر مع رسالة أخرى: «مع الغوريلا ذهب، وسوف يكون هناك أمل للرجل؟»

## المواضيع الرئيسية
يقترح إسماعيل أن قصة سفر التكوين كتبه سامية وتكييفها لاحقا للعمل ضمن هياكل العبرية والعقيدة المسيحية. وهو يقترح أن الانقراض هابيل يمثل مجازا خاسرة الساميين الرحل "في صراعهم مع المزارعين. كما سيق إلى مزيد من شبه الجزيرة العربية، أصبحت الساميين معزولة عن الثقافات الأخرى، والرعي، وفقا لإسماعيل، ويتضح محنتهم من خلال التاريخ الشفوي، الذي اعتمد لاحقا في كتاب العبرية في سفر التكوين.
وتنفي إسماعيل أن شجرة معرفة الخير والشر كان ممنوعا على البشر ببساطة لاختبار ضبط النفس البشر ". بدلا من ذلك، يقترح أن الأكل من شجرة لن تعطي في الواقع البشر المعرفة الإلهية ولكن من شأنه أن يجعل البشر فقط يعتقدون أنها قد أعطيت لها، وأن شجرة تمثل خيارا لتحمل مسؤولية البت فيها وتعيش الأنواع والتي يموت. هذا هو قرار الشعوب الزراعية (أي الآخذون) جعل عند البت فيها الكائنات الحية للزراعة، والتي لتهجير، والذي قتل في حماية أول.
إسماعيل يوضح أن سقوط آدم يمثل سامية الاعتقاد أنه بمجرد البشرية يغتصب هذه المسؤولية - قررت تاريخيا من خلال علم البيئة الطبيعية (أي السلاسل الغذائية) - أن البشرية سوف يهلك. كما يستشهد تحقيق هذه النبوءة الأزمات البيئية المعاصرة مثل الأنواع المهددة بالانقراض أو انقرضت، والاحترار العالمي، والأمراض العقلية الحديثة.

## الشخصيات
إسماعيل
والغوريلا الذي اعتقل من البرية غرب أفريقيا عند الشباب وإرسالها إلى حديقة الحيوان الأمريكية. بعد حديقة الحيوان باعت له حديقة حيوان، اشترى والتر Sokolow له واكتشفت انه يمكن التواصل معه من خلال عقله. إسماعيل، وتعلم أنه يمكن الحديث تخاطري مع البشر، ويبدأ تعليم البشر موضوع يسميه «السبي».
راوي
رجل في منتصف العمر الأبيض الأمريكي الذي يسعى المعلم ليريه كيف لإنقاذ العالم عندما كان أصغر سنا، خلال 1960s المضطربة والمثالية. الآن راشدا، وقال انه يجد إعلانا تبحث عن التلميذ الذي يريد أن ينقذ العالم. مفتون لأن السؤال طفولته قد تكون الإجابة، ولكن المتشككين لأنه لم يعثر عليها قط الأجوبة في الماضي، يذهب ويجد إسماعيل، الذي يدرس له، كما وعدت، حول كيفية إنقاذ العالم. الراوي لم يكشف عن اسمه في إسماعيل ، على الرغم من أنها كشفت في بلدي إسماعيل أن آلان لوماكس.
والتر Sokolow
تاجر يهودي ثري الذي ذكر فقط في إسماعيل قصة الظهر لكن قد توفي قبل ذلك الوقت من القصة الرئيسية. قتل عائلته في المحرقة وهاجر بعد ذلك إلى الولايات المتحدة. أثناء زيارته لحديقة حيوان، وقال انه يأتي عبر غوريلا دعا جالوت (الاسم المستعار إسماعيل بالنظر في حديقة حيوان). Sokolow يشتري إسماعيل من حديقة الحيوان وبعد ان الارقام إلى انه وإسماعيل يستطيعون الكلام عقليا لبعضها البعض، ودراسة اثنين من مجموعة واسعة من الموضوعات معا. انه هو الذي يعطي الغوريلا الاسم الجديد من «إسماعيل».
راشيل Sokolow

## السينما والتلفزيون أو التكيف المسرحية
نهاية ائتمانات للفيلم غريزة تشير إلى أن مستوحى من قبل إسماعيل . [ 1 ] وفي غريزة ، أنتوني هوبكنز يلعب سجن الأنثروبولوجيا الذي تمت مقابلتهم من قبل عالم النفس (كوبا غودينغ جونيور).
لم دانيال كوين لا يوافق على السيناريو أو الفيلم قبل نقل الحقوق، والتي تم نقلها كجزء من جائزة تيرنر. يتم تقليل فيلم وكتاب سهم أي عناصر القصة المشتركة، والربط الفلسفي للكتاب لبعض تنسيق التصويرية وبضع ثوان من حوار على الشاشة. [ 2 ]
كان كوين بعض المدخلات على السيناريو، ولكن ما يلي: «لم يكن هذا الإنتاج المستقل، كان إنتاج الاستوديو، مما يعني زيارتها المنتجين لتسليم البضاعة التي تعمل يفترض في شباك التذاكر الاستوديو (المحك) أراد العمل. العنف والصراع --- --- لا فلسفة وهذا ما حصل. تلك هي حقائق هوليوود». [ 3 ]
الفيلم تلقت مراجعات معظمها فقيرة أو مختلطة، ميتاكريتيك يعطي متوسط تقييم سوى 43. [ 4 ] وكان الفشل المالي أيضا. [ 5 ] حصل الفيلم على جائزة سفر التكوين ، [ 6 ] وهي جائزة تكرم الأفلام التي تستكشف الحيوان القضايا.